# Varlık Vergisi
O Varlık Vergisi (em turco: [vaɾˈɫɯk ˈvɛɾɟisi], "imposto sobre a riqueza" ou "imposto sobre o capital") foi um imposto cobrado principalmente sobre cidadãos não muçulmanos na Turquia em 1942, com o objetivo declarado de arrecadar fundos para a defesa do país em caso de uma eventual entrada na Segunda Guerra Mundial. A razão subjacente para o imposto foi infligir ruína financeira aos cidadãos não-muçulmanos minoritários do país, acabar com sua proeminência na economia do país e transferir os ativos de não-muçulmanos para a burguesia muçulmana. Foi uma medida discriminatória que tributou os não-muçulmanos até dez vezes mais pesadamente e resultou em uma quantidade significativa de riqueza e propriedade sendo transferida para os muçulmanos.

## Revogação e consequências
A pressão internacional levou à revogação da polêmica lei em 15 de março de 1944, impulsionada por fortes críticas do Reino Unido e dos Estados Unidos.  Após sua abolição, cidadãos de minorias detidos em campos de trabalho foram libertados, e embora o governo turco tenha prometido reembolsar os impostos pagos aos não-muçulmanos, essa promessa não foi cumprida.